# Dialium lopense
Dialium lopense é uma espécie vegetal da família Fabaceae.
Apenas pode ser encontrada no seguinte país: Gabão.
Está ameaçada por perda de habitat.